# Onthophagus maesaensis
Onthophagus maesaensis là một loài bọ cánh cứng trong họ Bọ hung (Scarabaeidae).